# Lenka (Eslováquia)
Lenka é um município da Eslováquia, situado no distrito de Rimavská Sobota, na região de Banská Bystrica. Tem 6,09 km² de área e sua população em 2018 foi estimada em 191 habitantes.

## Demografia
| Ano:        | 1994 | 2004    | 2014   | 2024   |
| ----------- | ---- | ------- | ------ | ------ |
| Broj ljudi: | 216  | 194     | 187    | 204    |
| Razlika:    |      | -10,18% | -3,60% | +9,09% |

| Ano:               | 2023 | 2024 |
| ------------------ | ---- | ---- |
| Número de pessoas: | 200  | 204  |
| Diferença:         |      | +2%  |